# Torino FCC
Torino Football & Cricket Club – włoski klub piłkarski z siedzibą w mieście Turyn, w północno-zachodniej części kraju. Jest z założenia najstarszym klubem piłkarskim we Włoszech, poprzedzającym Nobili Torino (1889), Internazionale Torino (1891) i Genoa CFC (1893, sekcja piłki nożnej 1896). Genoa CFC oprócz posiadania najstarszego dokumentu założycielskiego jest jednak najstarszym nadal istniejącym klubem.

## Historia
Chronologia nazw:
- 1887: Torino Football & Cricket Club
- 1891: klub rozwiązano – po fuzji z Nobili Torino, tworząc Internazionale Torino

Klub piłkarski Torino Football & Cricket Club został założony wiosną 1887 roku przez Edoardo Bosio, który o piłce nożnej dowiedział się dzięki swoim brytyjskim kolegom z firmy tekstylnej Thomas & Adams w Nottingham, dla której pracował. Jej zawodnicy nosiły koszulkę w czerwono-czarne paski z białym kołnierzykiem, czapkę na głowie i długie spodnie. Pierwsza siedziba firmy mieściła się w domu Bosio, przy Piazza Solferino 11 w Turynie.
Zespół składał się z samego Bosio i jego kolegów z pracy, głównie Brytyjczyków. Aktywność piłkarska ograniczała się do derbów przed ligą przeciwko Nobili Torino.
Piłka nożna nie była jedyną dyscypliną sportu w klubie, gdyż latem członkowie klubu uprawiali alpinizm i wioślarstwo.
W 1891 roku połączył się z Nobili Torino, tworząc Internazionale Torino, klub, którego prezydenturę objął Luigi Amedeo z Sabaudii-Aosty.

## Struktura klubu

### Stadion
Drużyna najpierw rozgrywała swoje mecze domowe w Turynie na stadionie Stadio Motovelodromo Umberto I, który może pomieścić 15,000 widzów, a potem na Campo Piazza d'Armi.

## Kibice i rywalizacja z innymi klubami

### Derby
- Nobili Torino